# BNP Paribas Open 2023
Die BNP Paribas Open 2023 waren ein Tennisturnier der WTA Tour 2023 für Damen und ein Tennisturnier der ATP Tour 2023 für Herren in Indian Wells, welche zeitgleich vom 8. bis 19. März 2023 in Indian Wells im Indian Wells Tennis Garden, Kalifornien stattfanden.

## Herrenturnier
→ Hauptartikel: BNP Paribas Open 2023/Herren
→ Qualifikation: BNP Paribas Open 2023/Herren/Qualifikation

## Damenturnier
→ Hauptartikel: BNP Paribas Open 2023/Damen
→ Qualifikation: BNP Paribas Open 2023/Damen/Qualifikation